# Monocercomonoides
 Monocercomonoides  ist eine Gattung begeißelter eukaryotischer Einzeller („Protozoen“), die zur Ordnung der Oxymonaden gehört. Monocercomonoides ist das erste bekannte Beispiel für einen Kernzeller (Eukaryot) ohne Mitochondrien oder vergleichbare Organellen (englisch mitochondria related organelles, MROs: Hydrogenosomen und Mitosomen). Das Genom dieses Organismus besteht aus 75 Millionen Basenpaaren (75 Mb) und enthält 16629 proteinkodierende Gene, jedoch keine mitochondrialen Gene (mtDNA) und auch keine Gene für Cardiolipin, ein Lipid, das nur in energieumwandelnden Membranen vorkommt.
Monocercomonoides haben einen vorne liegenden Zellkern und zwei Paare vorne liegender Flagellen. Sie kommen in Säugetieren, Amphibien, Reptilien und Insekten vor und werden als apathogen (nicht krankmachend) angesehen.
Der Stoffwechsel von Monocercomonoides wird über Schwefel anstelle von Sauerstoff aufrechterhalten. Man nimmt an, dass diese Einzeller durch horizontalen Gentransfer ein zytosolisches System erworben hatten, um für die Proteinsynthese erforderliche Eisen-Schwefel-Cluster bereitzustellen. Danach waren ihre mitochondrialen Organellen in all ihren Funktionen überflüssig und gingen verloren.